# Miguel Augé Vila
Miguel Augé Vila (Manresa, 20 de septiembre de 1885 - Barcelona, 1 de agosto de 1936) fue un organista y compositor español del primer tercio del siglo XX y maestro de capilla de la de la Colegiata de Manresa entre 1919 y 1936.

## Vida
Cursó estudios eclesiásticos en los seminarios de Vic y Barcelona y recibió la ordenación sacerdotal el 18 de octubre de 1909. Amplió sus estudios musicales con Domènec Mas i Serracant y Francesc Baldelló.
A partir de 1911 fue organista de la basílica de Santa María de Igualada y desde 1917 de la iglesia parroquial de San Juan de las Abadesas; dos años más tarde pasó a ocupar este cargo en la Colegiata de Manresa, además de su magisterio.
A comienzos de la Guerra Civil, siguiendo el consejo de su familia, se escondió y el 31 de julio de 1936 partió hacia Barcelona para refugiarse en casa de un hermano. Lo detuvo una patrulla de camino y lo trasladó al convento de Las Carolinas en la carretera de la Rabassada, que en ese momento ya había sido convertido en una checa. Cuando se le preguntó por su condición religiosa, confesó «soy un cura» y fue asesinado poco después, el 1 de agosto de 1936.

## Obra
Su obra, bastante abundante y exclusivamente eclesiástica, es de construcción sencilla –a menudo a una sola voz y con pocos instrumentos al acompañamiento– pero conectó con la gente y tuvo bastante difusión. Se conserva íntegramente en el Archivo de Manuscritos Musicales de la Basílica de Manresa. Sin embargo, se conserva una pieza mariana en el fondo CdE (fondo de la Basílica de Santa María de Castellón de Ampurias) del Archivo Diocesano de Gerona: Cants á Maria, para una voz y acompañamiento.